# 東川 (埼玉県)

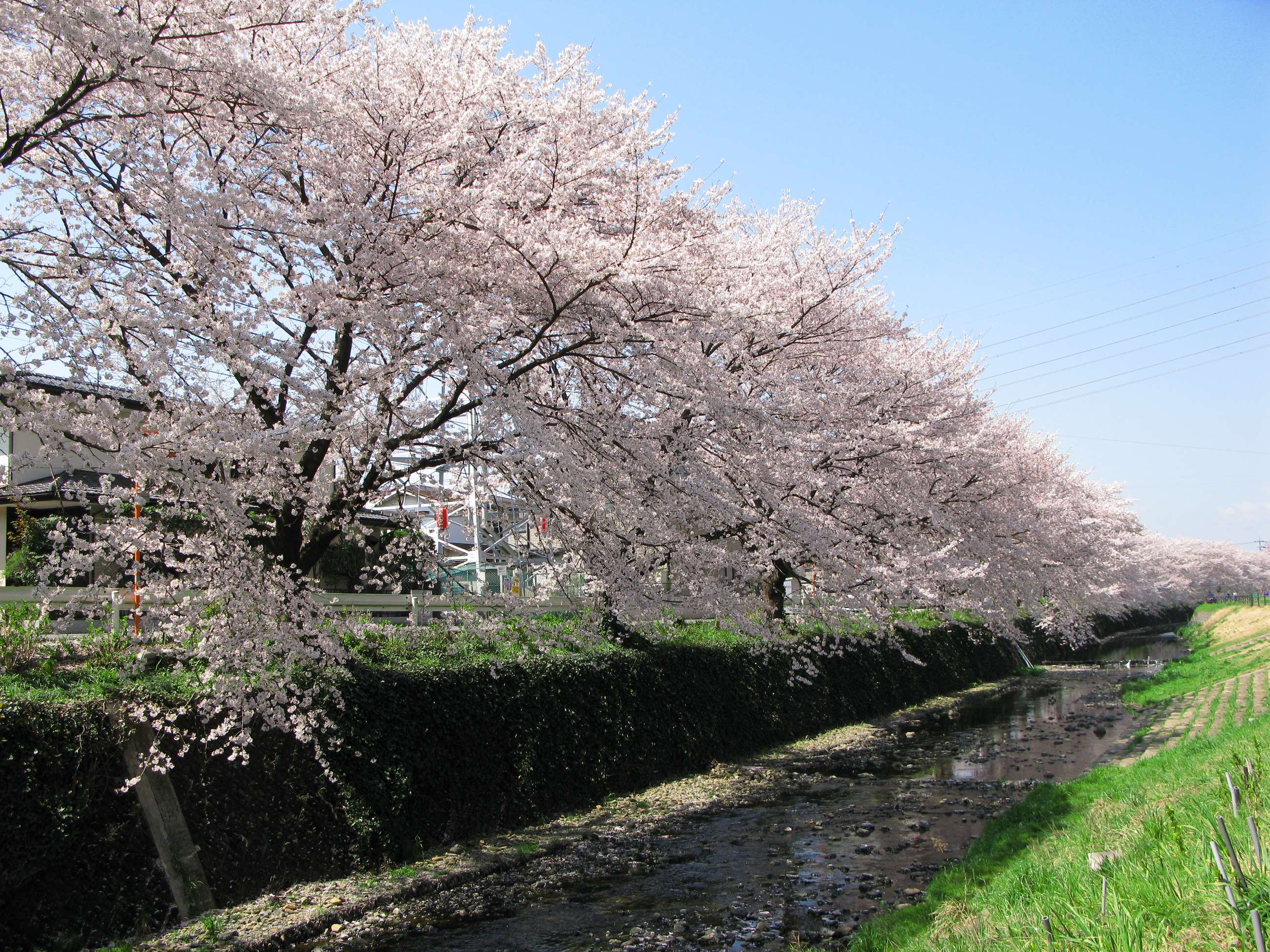
東川の桜並木（2010年4月）

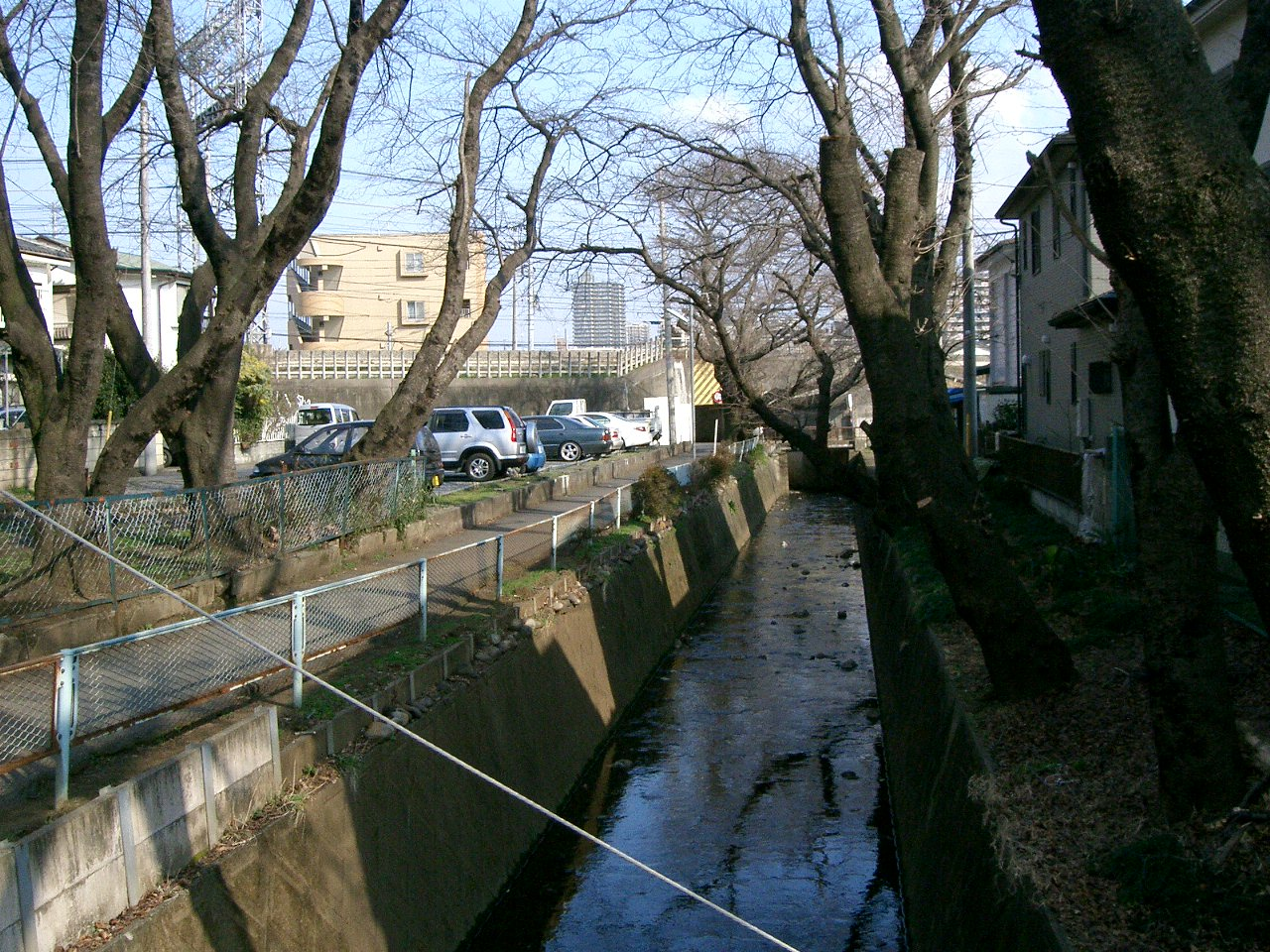
所沢市上新井付近の東川（2007年2月）

東川（あずまがわ）は、埼玉県所沢市を流れる、柳瀬川支流で荒川水系の一級河川である。
旭橋より下流は桜の名所としても知られ、春先は川を覆う桜の見物客で賑わう。

## 地理
所沢市三ヶ島の狭山丘陵北部（狭山湖の北付近）から所沢市内の中央部を西から東に流れて、所沢インターチェンジ付近の城下橋（所沢市坂之下）先で柳瀬川に合流する。途中、河道の上に構造物を渡す、もしくは暗渠化され駐車場となっている区間がいくつかある。また、一部区間は地下排水路との二重構造になっている(後述)。川幅が狭く、浸水被害が比較的多い。

## 流域自治体
埼玉県
所沢市

## 支流
- 日比田水路

## 河川施設
- 日比田調節地（所沢市日比田地区）
- 東川地下河川

市街地を流れる部分はほぼ全流域に護岸がなされているが、大雨が降ると頻繁に溢れるため、1992年（平成4年）7月の集中豪雨による78戸の浸水被害発生をきっかけに1995年（平成7年）度から床上浸水対策特別緊急事業及び総合治水対策特定河川事業により河川改修が図られ、人口密集地のため河道を広げる余裕がないことと、桜の名所ともなっている景観の保護の面から地上を流れる河道の下に地下排水路が作られた。

工事の結果、市内中心部を流れる弘法橋から加美橋下流に至る2.5 kmの区間は地上河道と地下排水路とに二重構造化されている。

## 橋梁
下流より
- 城下橋（埼玉県道179号所沢青梅線）
- 関越自動車道
- にこにこばし
- 柳瀬橋（オリンピック道路）
- 稲荷橋
- 日比田橋
- 新日比田橋
- 松郷工業橋
- 松郷橋
- さくら橋（埼玉県道24号練馬所沢線）
- 弘法橋
- 川端橋（人道橋）
- あけぼの橋
- 長栄橋
- 中橋
- 加美橋
- さかいばし
- （人道橋）
- 新東橋（所沢陸橋通り）
- 東橋
- 学校橋
- とみたばし
- 松井橋
- 名称不明
- ちとせばし
- 宮前橋
- （人道橋）
- 329号橋[2]（飛行機新道）
- 西武新宿線
- 旭橋（飛行機新道） - 国の登録有形文化財
- 鳥居橋
- 井筒橋
- 三浦橋
- 境橋
- 琴平橋
- 新生橋
- 開明橋（埼玉県道6号川越所沢線）
- 弘法橋（国道463号）
- 新川橋
- 西武池袋線
- 西裏橋
- 大六天橋（新所沢駅前通り）
- 山下橋
- 大沢橋（国道463号所沢入間バイパス）
- 泉橋
- 狭山湖橋（狭山湖通り）
- 下田橋（埼玉県道179号所沢青梅線・東川起点石標）
- 八幡橋